# Le nozze
Le nozze és una òpera en tres actes composta per Baldassare Galuppi sobre un llibret italià de Carlo Goldoni. S'estrenà al Formagliari de Bolonya el 14 de setembre de 1755. S'estrenà a Catalunya el 1760 al Teatre de la Santa Creu de Barcelona amb el nom de Le nozze di Dorina.